# シェエラザード夜話
『シェエラザード夜話』（原題：Scheherazade and Other Stories）は、イギリスのプログレッシブ・ロック・バンド、ルネッサンスが1975年に発表した6作目のスタジオ・アルバム。アニー・ハズラム加入後としては4作目に当たる。

## 背景
「トリップ・トゥ・ザ・フェア」は、メンバーのアニー・ハズラムが、以後4年にわたり交際するロイ・ウッドと初デートし（バンドのレコーディング・エンジニアを務めていたディック・プラント夫妻も伴ったダブルデートであった）、その時の話を元に、ベティ・サッチャーが作詞した曲である。アルバムのB面を占める24分に及ぶ組曲「シェエラザード夜話」は、『千夜一夜物語』を題材としており、一部のパートではジョン・タウトやジョン・キャンプも作曲に貢献している。
ジャケット・デザインは、前3作に引き続きヒプノシスが担当し、イラストはコリン・エルジーが描いた。

## 反響・評価
アメリカでは、1975年10月25日付のBillboard 200で48位に達し、バンド初の全米トップ50アルバムとなった。Bruce Ederはオールミュージックにおいて5点満点中4.5点を付け、LPのB面を占めていた「シェエラザード夜話」に関して「プログレッシブ・ロックのブームから生まれた、実に冒険的な作品の一つ」、残りの曲に関して「冒険心には欠けるが、より上出来」「いずれも割と慎ましやかな曲だが、アニー・ハズラムによる規格外の歌唱が呼び物となっている」と評している。
収録曲「オーシャン・ジプシー」は、ブラックモアズ・ナイトのアルバム『シャドウ・オブ・ザ・ムーン』（1997年）でカヴァーされた。

## 収録曲
特記なき楽曲はベティ・サッチャーとマイケル・ダンフォードの共作。
1. トリップ・トゥ・ザ・フェア "Trip to the Fair" (Betty Thatcher, Michael Dunford, John Tout) – 10:54
2. はげたかは飛ぶ "The Vultures Fly High" – 3:08
3. オーシャン・ジプシー "Ocean Gypsy" – 7:09
4. シェエラザード夜話 "Song of Scheherazade" – 24:39
a.ファンファーレ "Fanfare" (J. Tout)
b.密通 "The Betrayal" (Jon Camp, M. Dunford, J. Tout)
c.サルタンの命令 "The Sultan"
d.愛のテーマ "Love Theme" (J. Camp)
e.若い王子と王女 "The Young Prince and Princess as told by Scheherazade"
f.祭の仕度 "Festival Preparations" (J. Camp, M. Dunford, J. Tout)
g.サルタンのフーガ "Fugue for the Sultan" (J. Tout)
h.祝祭 "The Festival"
i.フィナーレ "Finale" (J. Camp, M. Dunford, J. Tout)

## 参加ミュージシャン
- アニー・ハズラム - ボーカル
- マイケル・ダンフォード - アコースティック・ギター、バッキング・ボーカル
- ジョン・タウト - キーボード、バッキング・ボーカル
- ジョン・キャンプ - ボーカル(on "The Sultan")、エレクトリックベース、バッキング・ボーカル
- テレンス・サリヴァン - ドラムス、パーカッション、バッキング・ボーカル

アディショナル・ミュージシャン
- トニー・コックス - オーケストラ・アレンジ